# Вальсекка
Вальсекка (італ. Valsecca) — колишній муніципалітет в Італії, у регіоні Ломбардія, провінція Бергамо. 30 січня 2014 року Вальсекку приєднано до муніципалітету Сант'Омобоно-Терме.
Вальсекка розташована на відстані близько 500 км на північний захід від Рима, 50 км на північний схід від Мілана, 21 км на північний захід від Бергамо.
Населення — 435 осіб (2012).
Щорічний фестиваль відбувається 15 серпня. Покровителька — Богородиця Небовзята.

## Демографія
Населення за роками:

Станом на 31 грудня 2010 року в муніципалітеті офіційно проживало 6 іноземців з 6 країн, серед них 2 громадяни країн Євросоюзу.

## Сусідні муніципалітети
- Брумано
- Каренно
- Коста-Валле-Іманья
- Ерве
- Рота-д'Іманья
- Сант'Омобоно-Терме